# Dipoena isthmia
Dipoena isthmia là một loài nhện trong họ Theridiidae.
Loài này thuộc chi Dipoena. Dipoena isthmia được Arthur Merton Chickering miêu tả năm 1943.